# Papenbrink

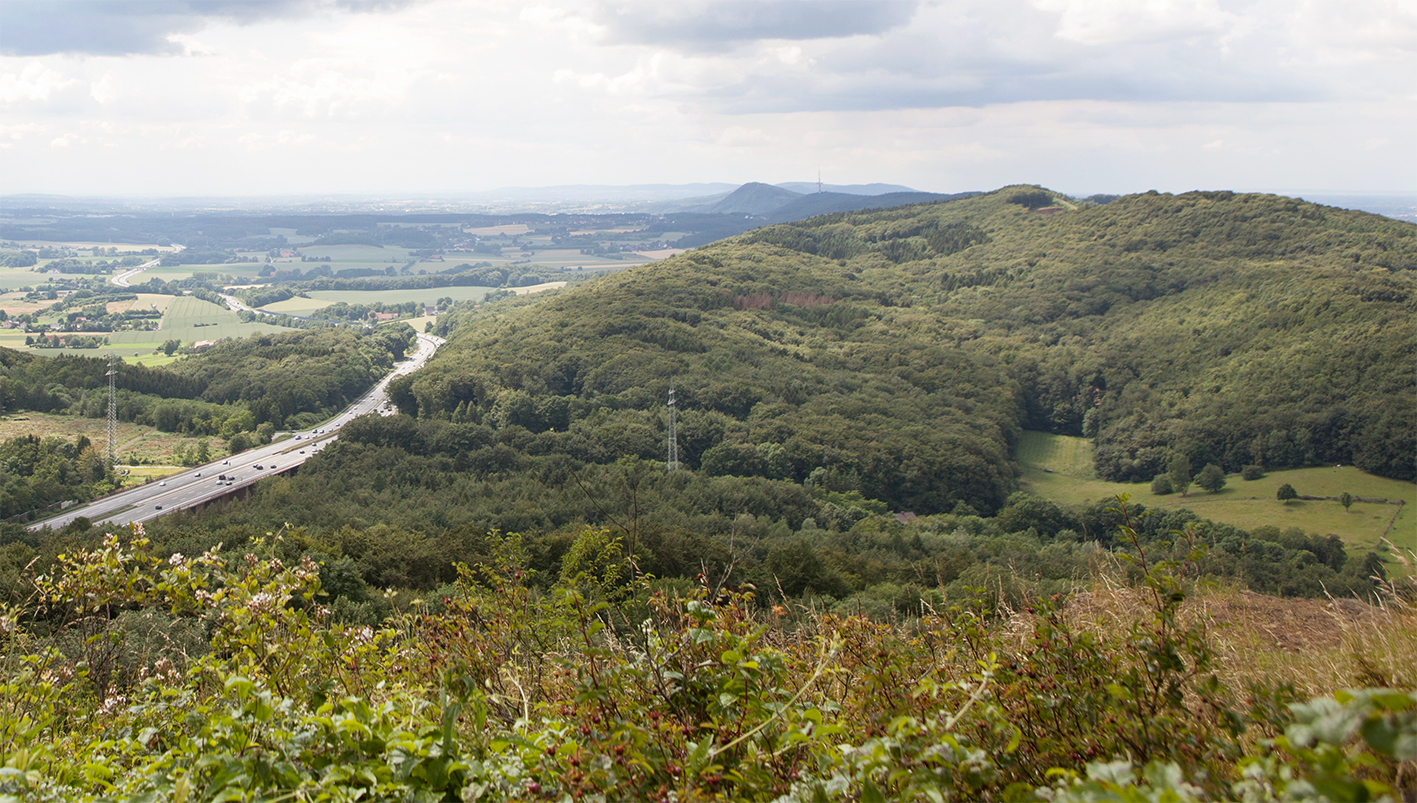
Aussicht vom Papenbrink

Der Papenbrink ist eine 303 m hohe Anhöhe als Teil des Wesergebirges. Er liegt nördlich der Autobahn A 2, südlich von Kleinenbremen und nordnordwestlich von Todenmann. Auf ihm befinden sich eine Sendeanlage und ein Steinbruch.
Geologisch gehört er zum Oberjura.

## Friedrich-Ebert-Denkmal
Auf der Spitze des Papenbrink wurde von 1928 bis 1929 ein Denkmal für Friedrich Ebert errichtet, welches 1934 von den Nationalsozialisten zerstört wurde. 1987 wurde das Denkmal durch den örtlichen SPD-Verein Kleinenbremen mit Unterstützung der Friedrich Ebert Stiftung neu errichtet.